# Kėbenej
Il Kėbenej (in russo Кэбеней?) è un vulcano a scudo di tipo islandese situato nella parte centro-settentrionale della Kamčatka, in Russia. Si trova lungo le montagne della Catena Centrale.

## Descrizione
Il Kėbenej si trova a sud-ovest del vulcano Gornyj Institut. Ha un'altezza di 1527 m. Alle pendici del vulcano nasce il fiume Kalgauč, affluente del Tigil'. Il vulcano risale all'Olocene, l'ultima eruzione è avvenuta più di 12 000 anni fa.